# Rinaldo Fidel Brédice
Rinaldo Fidel Brédice (* 11. September 1932 in Tortugas, Provinz Santa Fe; † 14. April 2018 in General Pico, Provinz La Pampa) war ein argentinischer Geistlicher und römisch-katholischer Bischof von Santa Rosa.

## Leben
Rinaldo Fidel Brédice studierte Philosophie und Theologie am diözesanen Karl-Borromäus-Seminar. Am 22. Dezember 1956 empfing er in der Kathedrale Nuestra Señora del Rosario in Rosario durch Antonio Kardinal Caggiano die Priesterweihe. Er war zunächst Kaplan am Colegio Mayor Universitario León XIII in der Stadt Rosario und anschließend als Seelsorger sowie als Militärkaplan tätig. Er war Professor für Pastoraltheologie am Karl-Borromäus-Seminar. 1985 erfolgte die Ernennung zum Generalvikar des Bistums Santa Rosa.
Papst Johannes Paul II. ernannte ihn am 31. Januar 1992 zum Bischof von Santa Rosa. Der Erzbischof von Bahía Blanca, Rómulo García, spendete ihm am 19. März desselben Jahres die Bischofsweihe; Mitkonsekratoren waren Jorge Manuel López, Erzbischof von Rosario, und Ubaldo Calabresi, Apostolischer Nuntius in Argentinien. Er war Präsident der bischöflichen Kommission für Gesundheitspastoral und stellvertretender Subdelegat der Pastoralregion Platense von 2002 bis 2005.
Am 24. Juni 2008 nahm Papst Benedikt XVI. sein altersbedingtes Rücktrittsgesuch an.